# Raszanie
Raszanie – plemię południowosłowiańskie, współtworzące późniejszych Serbów. W IX w. zorganizowali państwo.